# Fakulta stavební Vysokého učení technického v Brně
Fakulta stavební (FAST) je nejstarší fakultou Vysokého učení technického v Brně (VUT). Byla založena rozhodnutím císaře Františka Josefa I. v roce 1899. Sídlí v historickém komplexu budov v ulici Veveří, jehož průčelí je chráněno jako kulturní památka České republiky.

## Historie
Výuka nejdříve probíhala v nevyhovujících pronajatých prostorech v různých částech Brna. Proto již v roce 1901 byl zakoupen pozemek, určený pro stavbu nových vlastních budov na ulici Veveří. Stavba budov započala v říjnu roku 1907, slavnostní otevření se konalo v červnu 1911. V těchto prostorech výuka probíhala až do roku 1951, kdy byla vysoká škola zrušena a v prostorech se usídlila nově vzniklá Vojenská technická akademie.
Ve stejném roce vznikla Vysoká škola stavitelství v Brně se dvěma fakultami – Fakultou inženýrského stavitelství a Fakultou architektury a pozemního stavitelství. Výuka opět probíhala v různých částech města. O pět let později, 24. července 1956 vzniklo samostatné Vysoké učení technické, na které přešly fakulty Vysoké školy stavitelství, navíc s Fakultou energetickou (dnešní Fakulta strojního inženýrství a Fakulty elektrotechniky a komunikačních technologií). V roce 1960 byly obě stavební fakulty sloučeny do fakulty s názvem Fakulta stavební. O šestnáct let později byla založena Fakulta architektury.
V roce 1991 byly budovy na Veveří opět navráceny do správy VUT a o rok později zde začala a dodnes probíhá výuky stavební fakulty.

## Výuka
Na fakultě je možno přihlásit se do následujících bakalářských studijních programů:
- Architektura pozemních staveb
- Stavební inženýrství
- Městské inženýrství
- Environmentálně vyspělé budovy
- Civil Engineering
- Geodézie a kartografie

U studijních programů probíhá výuka čtyři roky, jen studijní program Geodézie a kartografie je tříletý. Programy Stavební inženýrství a Geodézie a kartografie lze absolvovat také v kombinované formě, ostatní pouze v prezenční. V anglickém jazyce je vyučován program Civil Engineering, který je placený. Bakalářské studijní programy jsou dále děleny do oborů.
Programy u magisterského studia, ukončeného získáním titulu Inženýr, jsou obdobné jako u bakalářského, jen program Architektura pozemních staveb je nahrazen programem Architektura a rozvoj sídel. Navíc je možnost absolvovat program Rizikové inženýrství na Ústavu soudního inženýrství. U programů Stavební inženýrství a Civil Engineering je délka výuky 1,5 roku, u ostatních dva roky.
V doktorském studiu jsou nabízeny programy Stavební inženýrství, Civil Engineering a Geodézie a kartografie, jak prezenční, tak i kombinované formě. Délka studia je čtyři roky, pouze u programu Geodézie a kartografie jen tři.

## Výzkum
Z financování evropského operačního programu Výzkum a vývoj pro inovace je realizováno výzkumné centrum AdMaS – Pokročilé stavební materiály, konstrukce a technologie, které se zabývá vývojem pokročilých stavebních materiálů, konstrukcí a technologií. Součástí výzkumného centra jsou čtyři laboratorní haly v areálu kampusu Pod Palackého vrchem. Plný provoz centra byl zahájen v roce 2015.